# Балашовский округ
Балашовский округ — административно-территориальная единица Нижне-Волжского края, существовавшая в 1928—1930 годах. 
Балашовский округ был образован 23 июля 1928 года. Центром округа был назначен город Балашов. 
По данным на 1929 год округ делился на 10 районов:
- Аркадакский,
- Балашовский,
- Бековский,
- Колышлейский,
- Романовский,
- Ртищевский,
- Самойловский,
- Сердобский,
- Тамалинский,
- Туркинский.

30 июля 1930 года Балашовский округ, как и большинство остальных округов СССР, был упразднён. Его районы отошли в прямое подчинение Нижне-Волжского края.